# Gary Barlows diskografi
Den engelske sanger Gary Barlow har udgivet 6 studiealbum, 23 singler, 23 musikvideoer, 1 EP, 3 livealbum, 5 featured sange, 1 kompilationsalbum, seksten B-sider og 3 soundtracks (herunder til den fransk-britiske animerede tv-serie The Adventures of Paddington og til de to teaterstykker Calendar Girls og Finding Neverland). Barlow har haft 15 nummer 1 britiske singler (12 med Take That og 3 solo), 11 nummer 1 album (8 med Take That og 3 solo), 1 nummer 1 EP (med Take That) og har skrevet 14 britiske nummer 1 singler (10 med Take That, 3 solo og 1 som medforfatter til Robbie Williams '"Candy"), der sælger over 15 millioner plader over hele verden og over 7 millioner koncertbilletter.
Efter Take That gik fra hinanden i 1996, underskrev Gary Barlow med RCA Records kontrakt sammen og begyndte at skrive sit første solo-materiale.
I juli 1996 udgav Barlow sin første single som soloartist med titlen "Forever Love". Singlen viste sig at være en kommerciel succes og blev Barlows første solo nummer 1 i Storbritannien, "Forever Love" solgte over 400.000 eksemplarer og blev certificeret som guld af BPI. Singlen forblev i top 75 af de britiske hitlister i 16 uger, mens den også blev placeret i top 10 af tolv lande i hele Europa. Den anden single blev annonceret som "Love Won't Wait", skrevet af Madonna og Shep Pettibone. Singlen blev udgivet i april 1997 og blev Barlows andet nummer 1 hit i Storbritannien, blev certificeret som sølv af BPI og peakede i elleve lande over hele verden. Barlows debutalbum Open Road blev udgivet i maj 1997. Det gik direkte til nummer 1 i Storbritannien og peakede over hele Europa. Albummet blev senere certificeret som platin af BPI og har hidtil solgt 2 millioner eksemplarer over hele verden. Den tredje single fra albummet var "So Help Me Girl", der blev udgivet i Europa i juli og var Barlows første udgivelse i USA. Singlen toppede som nummer 3 på Billboard Contemporary, nummer 1 på Billboard R&R og toppede som nummer 44 på Billboard Hot 100. Singlen toppede også som nummer 11 i Storbritannien. Den sidste britiske single fra albummet var "Open Road", som blev nummer 7 i Storbritannien, mens den sidste single, der blev frigivet i Tyskland, "Hang on in There Baby" toppede på 69.
Efter succesen med sit debutalbum udgav Barlow sit andet album Twelve Months, Eleven Days i 1999. Albummet modtog minimal airplay toppede som nummer 35 i Storbritannien, hvilket resulterede i, at Barlow blev opsagt af BMG og RCA. Efter dette besluttede Barlow sig for at begyndte at arbejde bag kulisserne i musikbranchen og skrive for andre kunstnere.
Barlows første soloudgivelse siden 1999 var en duet med Take That-medlemmet Robbie Williams på en single med titlen "Shame". Singlen blev skrevet af både Barlow og Williams, efter at de begyndte at arbejde sammen i Los Angeles på nyt materiale til Take That efter Williams 'tilbagevenden til bandet i 2010. Singlen toppede som nummer 2 i Storbritannien og blev certificeret som sølv af BPI og guld af FIMI, mens den også blev peakede i 19 lande verden over.
I juni 2012, 13 år efter udgivelsen af hans sidste soloalbum Twelve Months, Eleven Days, udgav Gary Barlow sit tredje soloalbum Sing, der peakede som nummer 1 i Storbritannien med singlen "Sing", der solgte 142.000 eksemplarer og blev den bedst sælgende single i 2012. Albummet med samme navn indtog også 1. pladsen, Barlow blev hermed den første kunstner i Storbritannien i 2012, til både at peake på singlelisten og albumlisten som nummer 1 på samme tid.

## Albums

### Studiealbums
| Open Road                  | - Udgivet: 26 Maj 1997 - Pladeselskab: BMG, RCA, Arista - Formater: CD, Streaming                | 1  | 6  | 2  | 1  | 10 | 6  | UK: 300.000 WW: 2.000.000 | BPI: Platinium               |
| Twelve Months, Eleven Days | - Udgivet: 11. Oktober 1999 - Pladeselskab: BMG, RCA - Formater: CD, Streaming                   | 35 | 38 | 81 | 19 | 67 | —  | UK: 35.000                | BPI: Sølv                    |
| Sing                       | - Udgivet: 28. May 2012 - Pladeselskab: Decca - Formater: CD, Streaming                          | 1  | —  | 1  | 61 | —  | —  | UK: 200.000               | BPI: Guld                    |
| Since I Saw You Last       | - Udgivet: 25. November 2013 - Pladeselskab: Polydor - Formater: CD, Streaming                   | 2  | 1  | 1  | 2  | 10 | 91 | UK: 730.000 IR: 7.500     | BPI: 2x Platinium IRMA: Guld |
| Music Played by Humans     | - Udgivet: 27. November 2020 - Pladeselskab: Polydor - Formater: LP, CD, Kassettebånd, Streaming | 1  | —  | 1  | 10 | 64 | 88 | UK: 100.000               | BPI: Guld                    |
| The Dream of Christmas     | - Udgivet: 26. November 2021 - Pladeselskab: Polydor - Formater: LP, CD, Kassettebånd, Streaming | 5  | —  | 5  | 34 | 90 | 99 |                           |                              |
|                            | "—" markerer en udgivelse der ikke opnåede en placering.                                         |    |    |    |    |    |    |                           |                              |

### Opsamlinger
| Open Road: 21st Anniversary | - Udgivet: 13. April 2018 - Pladeselskab: Polydor - Formater: CD, LP, Streamning | 25 | 8 |
|                             | "—" markerer en udgivelse der ikke opnåede en placering.                         |    |   |

### Livealbums
| Gary Barlows: Open Book                                  | - Udgivet: 16. Marts 1998 - Pladeselskab: RCA Records - Formater: VHS | — | — |
| Gary Barlow: Live                                        | - Udgivet 4. Marts 2013 - Pladeselskab: Polydor - Formater: DVD       | 1 | 7 |
| Since You Saw Him Last                                   | - Udgivet: 15 December 2014 - Pladeselskab: Polydor - Formater: DVD   | 1 | 4 |
| "—" markerer en udgivelse der ikke opnåede en placering. |                                                                       |   |   |

### EP’er
| Album                    | Info                                                                   |
| ------------------------ | ---------------------------------------------------------------------- |
| At Home With Gary Barlow | - Udgivet: 5 December 2020 - Pladeselskab: Polydor - Format: Streaming |

### Soundtracks
| Album                        | Info                                                                         |
| ---------------------------- | ---------------------------------------------------------------------------- |
| Finding Neverland            | - Udgivet: 15 Juli 2015 - Pladeselskab: Republic Records - Format: Streaming |
| Calendar Girls               | - Udgivet 14. November 2015 - Format: Streaming                              |
| The Adventures of Paddington | - Udgivet: 20 December 2019 - Pladeselskab: Polydor - Format: Streaming      |

## Singler
| Titel                                                    | År   | Højeste hitlisteplacering | Højeste hitlisteplacering | Højeste hitlisteplacering | Højeste hitlisteplacering | Højeste hitlisteplacering | Certificeringer                            | Album                       |
| Titel                                                    | År   | UK                        | DK                        | SKO                       | DE                        | IR                        | Certificeringer                            | Album                       |
| -------------------------------------------------------- | ---- | ------------------------- | ------------------------- | ------------------------- | ------------------------- | ------------------------- | ------------------------------------------ | --------------------------- |
| "Forever Love"                                           | 1996 | 1                         | 3                         | 2                         | 5                         | 3                         | - BPI: Guld - IRMA: Guld - IFPI: Guld      | Open Road                   |
| "Love Won’t Wait"                                        | 1997 | 1                         | 7                         | 3                         | 35                        | 5                         | - BPI: Sølv - IFPI: Guld                   | Open Road                   |
| "So Help Me Girl"                                        | 1997 | 11                        | —                         | 13                        | 78                        | 14                        |                                            | Open Road                   |
| "Open Road"(med absolute)                                | 1997 | 7                         | —                         | 10                        | 63                        | 29                        | - BPI: Silver                              | Open Road                   |
| "Superhero"                                              | 1998 | —                         | —                         | —                         | —                         | —                         |                                            | Open Road                   |
| "Hang on in There Baby                                   | 1998 | —                         | —                         | —                         | 69                        | —                         |                                            | Open Road                   |
| "Stronger" (med Brian Rawlings og Mark Taylor)           | 1999 | 16                        | 92                        | 18                        | 73                        | —                         |                                            | Twelve Months, Eleven Days  |
| "For All That You That"                                  | 1999 | 24                        | 11                        | 36                        | 94                        | —                         |                                            | Twelve Months, Eleven Days  |
| "Shame" (med Robbie Williams)                            | 2010 | 2                         | 9                         | 2                         | 11                        | 8                         | - BPI: Sølv - IRMA: Sølv - FIMI: Platinium | In and Out of Consciousness |
| "Sing" (med The Commonwealth Band)                       | 2012 | 1                         | —                         | 2                         | —                         | 12                        | - BPI: Guld                                | Sing                        |
| "Let Me Go"                                              | 2013 | 2                         | —                         | 1                         | 25                        | 8                         | - BPI: Guld - IRMA: Platinium - IFPI: Sølv | Since I Saw You Last        |
| "Face to Face" (med sir Elton John)                      | 2014 | 69                        | —                         | 61                        | 94                        | 75                        |                                            | Since I Saw You Last        |
| "Since I Saw You Last"                                   | 2014 | 65                        | —                         | 58                        | 72                        | —                         | - BPI: Sølv                                | Since I Saw You Last        |
| "What You Mean to Me" (med Eliot Kenndy og Lang Lang)    | 2016 | —                         | —                         | —                         | —                         | —                         |                                            | Finding Neverland           |
| "Elita" (med Michael Bublé og Sebastián Yatra)           | 2020 | 14                        | —                         | 21                        | —                         | —                         |                                            | Music Played by Humans      |
| "Incredible"                                             | 2020 | 19                        | —                         | —                         | —                         | —                         |                                            | Music Played by Humans      |
| "This Is My Time"                                        | 2020 | —                         | —                         | —                         | —                         | —                         |                                            | Music Played by Humans      |
| "Incredible Christmas"                                   | 2020 | 94                        | —                         | —                         | —                         | —                         |                                            | Non-album singles           |
| "Enough is Enough"(med Beverley Knight)                  | 2021 | —                         | —                         | —                         | —                         | —                         |                                            | Music Played by Humans      |
| "Sleigh Ride"                                            | 2021 | —                         | —                         | —                         | —                         | —                         |                                            | The Dream of Christmas      |
| "The Dream of Christmas"                                 | 2021 | —                         | —                         | —                         | —                         | —                         |                                            | The Dream of Christmas      |
| "How Christmas Is Supposed to Be" (ft. Sheridan Smith)   | 2021 | 68                        | —                         | —                         | —                         | —                         |                                            | The Dream of Christmas      |
| "—" markerer en udgivelse der ikke opnåede en placering. |      |                           |                           |                           |                           |                           |                                            |                             |

### Som gæstevokal
| Titel                                                                  | År   | Højeste hitlisteplacering | Højeste hitlisteplacering | Højeste hitlisteplacering | Højeste hitlisteplacering | Højeste hitlisteplacering | Højeste hitlisteplacering | Højeste hitlisteplacering | Certificeringer                                        | Album                     |
| Titel                                                                  | År   | UK                        | DK                        | AUS                       | SKO                       | DE                        | ØST                       | IR                        | Certificeringer                                        | Album                     |
| ---------------------------------------------------------------------- | ---- | ------------------------- | ------------------------- | ------------------------- | ------------------------- | ------------------------- | ------------------------- | ------------------------- | ------------------------------------------------------ | ------------------------- |
| "Can You Feel The Love Tonight" (støttevokal til sir Elton John)       | 1994 | 14                        | 2                         | 9                         | 9                         | 14                        | 4                         | 9                         | - GLF: Guld - IFPI AUT: Guld - RIAA: Guld - SNEP: Guld | The Lion King             |
| "This Train Don't Stop There Anymore" (støttevokal til sir Elton John) | 2002 | 14                        | —                         | —                         | —                         | —                         | —                         | —                         |                                                        | Songs from the West Coast |
| "Everybody Hurts" (med Helping Haiti)                                  | 2010 | 1                         | 16                        | 28                        | 1                         | 16                        | 23                        | 1                         | - BPI: Platinium - IRMA: Platinium                     | Non-album singles         |
| "Teardrop" (med The Collective)                                        | 2011 | 24                        | —                         | —                         | 30                        | —                         | —                         | 17                        |                                                        | We Are the Collective     |
| "I Should've Followed You Home" (med Agnetha Fältskog)                 | 2013 | 99                        | 92                        | —                         | —                         | —                         | —                         | —                         |                                                        | A                         |
| "Get Ready"(med Smokey Robinson)                                       | 2014 | 10                        | —                         | —                         | —                         | —                         | —                         | —                         |                                                        | Smokey & Friends          |
| "Don't Dream It's Over" (med Alex Christensen og Berlin Orchestra)     | 2022 | —                         | —                         | —                         | —                         | —                         | —                         | —                         |                                                        | Classical 80s Dance       |
| "—" markerer en udgivelse der ikke opnåede en placering.               |      |                           |                           |                           |                           |                           |                           |                           |                                                        |                           |

### Uudgivne singler
| Titel       | År   | Album                      | Yderligere info |
| ----------- | ---- | -------------------------- | --- |
| "Lie to Me" | 1999 | Twelve Months, Eleven Days | Sangen "Lie to Me" var planlagt til at være den 3. og sidste single til albummet Twelve Months, Eleven Days, men blev aflyst grundet uenigheder mellem Barlow og pladeselskabet BMG. |

## B-sides
| Titel                         | År   | A-side                     |
| ----------------------------- | ---- | -------------------------- |
| "I Miss It All"               | 1996 | "Forever Love"             |
| "Cuddly Toy"                  | 1997 | "Love Won’t Wait"          |
| "Million to One"              | 1997 | "So Help Me Girl"          |
| "Back for Good" (Live)        | 1997 | "Open Road"                |
| "Lay Down for Love"           | 1998 | "Superhero"                |
| "A Million Love Songs" (Live) | 1998 | "Hang On in There Baby"    |
| "Wondering"                   | 1999 | "Stronger"                 |
| "Looking for Change"          | 1999 | "Stronger"                 |
| "Say It"                      | 1999 | "For All That You Want"    |
| "The Only One"                | 1999 | "For All That You Want"    |
| "Part of My Life"             | 1999 | "For All That You Want"    |
| "I Hate It This Way"          | 1999 | "Lie to Me"                |
| "Put Your Trust in Me"        | 1999 | "Lie to Me"                |
| "The Queen"                   | 2010 | "Shame"                    |
| "Incredible" (Acoustic)       | 2020 | "Incredible"               |
| "In The Bleak Midwinter"      | 2020 | "At Home With Gary Barlow" |
| "Sleigh Ride"                 | 2021 | ''The Dream of Christmas'' |

## Andre sange fra hitlisten
| 2012                                                     | "Here Comes The Sun" | 56 | Sing           |
| 2012                                                     | "Candy”              | 1  | Take The Crown |
| "—" markerer en udgivelse der ikke opnåede en placering. |                      |    |                |

## Filmografi

### TV
| År          | Titel                             | Rolle         | Yderligere info                                             |
| 2000        | Heartbeat                         | Micky Shannon | Sæson 9, episode 24 "The Son-In-Law"                        |
| 2010        | Strictly Come Dancing             | Sig selv      | Optræden med sangen "Shame" sammen med Robbie Williams      |
| 2011        | GO’ Aften Danmark                 | Sig selv      | Optræden med sangen "The Flood" sammen med Take That        |
| 2011 – 2013 | The X Factor UK                   | Sig selv      | Dommer i sæson 8 til 10                                     |
| 2017        | Let it Shine                      | Sig selv      | Konceptudvikler og dommer                                   |
| 2018        | Strictly Come Dancing             | Sig selv      | Optræden med sangen "Out of Our Heads" sammen med Take That |
| 2020        | Strictly Come Dancing             | Sig selv      | Optræden med sangen Elita                                   |
| 2020        | Live on Graham Norton             | Sig selv      | Optræden med sangen This Is My Time                         |
| 2020        | Gary Barlow’s Night at the Museum | Sig selv      | Musikalsk Tv-Special med Barlow i hovedrollen               |

Fra 2011 til 2013 var han dommer på den engelske udgave af X Factor sammen med Louis Walsh, Tulisa Contostavlos, Kelly Rowland og senere Nicole Scherzinger, der erstattede Kelly Rowland i sæson 9. Sharon Osbourne erstattede Tulisa Contostavlos i sæson 10. Gary Barlow stoppede som dommer efter sæson 10.
I 2017 skabte Barlow sit eget talentshow under navnet “Let It Shine” der gik ud på at finde personligheder der kunne portrættere Take That i en teaterforestilling. Sammen med Barlow var dommerne bl.a Dannii Minogue, Lulu og Ricki Lake

### Film
| År   | Titel                                 | Rolle    |
| 1998 | Open Book                             | Sig selv |
| 2005 | Take That: For The Record             | Sig selv |
| 2010 | Look Back Don’t Stare                 | Sig selv |
| 2012 | Keith Lemon: The Film                 | Sig selv |
| 2012 | Gary Barlow: On Her Majesty's Service | Sig selv |
| 2013 | When Cordon Met Barlow                | Sig selv |
| 2013 | Miranda                               | Sig selv |
| 2015 | Star Wars: The Last Jedi              | Soldat   |
| 2018 | Take That: We've Come a Long Way      | Sig selv |
| TBA  | Greatest Day                          | Sig selv |

## Musikvideoer
| Navn                                                       | År   | Instruktør      | Album                               |
| ---------------------------------------------------------- | ---- | --------------- | ----------------------------------- |
| "Forever Love"                                             | 1996 | Sophie Muller   | Open Road                           |
| "Love Won't Wait"                                          | 1997 | Rocky Schenck   | Open Road                           |
| "So Help Me Girl"                                          | 1997 | Rocky Schenck   | Open Road                           |
| "So Help Me Girl" (US version)                             | 1997 | Alan Smithee    | Open Road                           |
| "Open Road"                                                | 1997 | Thom Oliphant   | Open Road                           |
| "Superhero"                                                | 1998 | Alan Smithee    | Open Road                           |
| "Hang on in There Baby"                                    | 1998 | Tony Campbell   | Open Road                           |
| "Stronger"                                                 | 1999 | Dani Jacobs     | Twelve Months, Eleven Days          |
| "For All That You Want"                                    | 1999 | Dani Jacobs     | Twelve Months, Eleven Days          |
| "Everybody Hurts"                                          | 2010 | Joseph Kahn     | Non-album single                    |
| "Shame" (med Robbie Williams)                              | 2010 | Vaughan Arnell  | Non-album single                    |
| "Teardrop"                                                 | 2011 | Labrinth        | Non-album single                    |
| "Sing"                                                     | 2012 | Ben Winston     | Sing                                |
| "Forever Autumn"                                           | 2013 | Jeff Wayne      | Non-album single                    |
| "Let Me Go"                                                | 2013 | Ben Winston     | Since I Saw You Last                |
| "Face to Face"                                             | 2014 | Ben Winston     | Since I Saw You Last                |
| "Since I Saw You Last"                                     | 2014 | Ben Winston     | Since I Saw You Last                |
| "Mixed Signals"                                            | 2017 | Harmony Korine  | The Heavy Entertainment Show        |
| "Forever Love" (Live)                                      | 2018 |                 | Open Road: 21st Anniversary Edition |
| "Open Road" (Live)                                         | 2018 |                 | Open Road: 21st Anniversary Edition |
| "Paddington Bear"                                          | 2019 |                 | The Adventures of Paddington Bear   |
| "Elita" (med Michael Bublé og Sebastián Yatra)             | 2020 | Vaughan Arnell  | Music Played by Humans              |
| "Incredible"                                               | 2020 | Michael Baldwin | Music Played by Humans              |
| "This Is My Time"                                          | 2020 |                 | Music Played by Humans              |
| "How Christmas Is Supposed To Be" (med med Sheridan Smith) | 2021 |                 | The Dream of Christmas              |

## The Crooner Sessions
Under COVID-19-pandemien begyndte Barlow fra sit hjem i London at indspille duetter med nogle af hans musikalske venner. Første episode af The Crooner Sessions blev uploadet på Barlows YouTube-konto d. 17 Marts 2020 og pr. Marts 2021 findes der nu over 80 episoder. Barlow har bl.a andet sunget med Roan Keating (Boyzone), Mark Owen (Take That), Robbie Williams (Take That), Jamie Cullum, Beverly Knight, Gabrielle, Chris Martin (Coldplay), Rick Astley, Rod Stewart, JC Chasez (N’SYNC) og Peter André
Den fulde liste af The Crooner Sessions-episoderne kan ses forneden.
| Dato       | Sang                                                                | Gæst                                   |
| ---------- | ------------------------------------------------------------------- | -------------------------------------- |
| 17.03.2020 | When I Say Goodbye                                                  | -                                      |
| 18.03.2020 | Baby Can I Hold You (Tracy Chapman)                                 | Ronan Keating                          |
| 19.03.2020 | Back For Good (Take That)                                           | JC Chasez                              |
| 20.03.2020 | Don't Stop Me Now (Queen)                                           | Alfie Boe                              |
| 23.03.2020 | Candlelight                                                         | Jack Savoretti                         |
| 24.03.2020 | I Knew You Were Waiting (George Michael, Aretha Franklin)           | Beverley Knight                        |
| 25.03.2020 | Together Forever                                                    | Rick Astley                            |
| 26.03.2020 | Somewhere Only We Know (Keane)                                      | Tim Rice-Oxley                         |
| 27.03.2020 | Shine (Take That)                                                   | Olly Murs                              |
| 28.03.2020 | Let Me Go                                                           | Alex Hemingway                         |
| 30.03.2020 | Right Here Waiting (Richard Marx)                                   | Shane Filan                            |
| 31.03.2020 | Too Many Broken Hearts                                              | Jason Donovan                          |
| 01.04.2020 | The Prayer                                                          | Katherine Jenkins                      |
| 02.04.2020 | Amazing (Take That)                                                 | Howard Donald                          |
| 03.04.2020 | Baked Potato                                                        | Matt Lucas                             |
| 04.04.2020 | Everybody Loves Somebody (Dean Martin)                              | Wayne Woodward                         |
| 06.04.2020 | Back For Good (Take That)                                           | JLS                                    |
| 07.04.2020 | Somebody To Love (Queen)                                            | Tony Hadley                            |
| 08.04.2020 | I Wanna Dance With Somebody (Whitney Houston)                       | Becky Hill                             |
| 09.04.2020 | We Don't Talk Anymore                                               | Cliff Richard                          |
| 10.04.2020 | Get Back (The Beatles)                                              | Brian May                              |
| 11.04.2020 | Killing Me Softly (The Fugees)                                      | Talie                                  |
| 13.04.2020 | Shame                                                               | Robbie Williams                        |
| 14.04.2020 | I'm Still Standing (Elton John)                                     | Lulu                                   |
| 15.04.2020 | Neverland (Musical: "Finding Neverland")                            | Matthew Morrison, Eliot Kennedy        |
| 16.04.2020 | Hold Back The River                                                 | James Bay                              |
| 17.04.2020 | Slow Hands                                                          | Niall Horan                            |
| 18.04.2020 | Like I Never Loved You At All (Take That)                           | The Price Family                       |
| 20.04.2020 | The Boy Does Nothing                                                | Alesha Dixon                           |
| 21.04.2020 | Moondance (Van Morrison)                                            | Jools Holland                          |
| 22.04.2020 | The Whole Of The Moon (The Waterboys)                               | Mark Owen                              |
| 23.04.2020 | The Time Of My Life (Bill Medley, Jennifer Warnes)                  | KT Tunstall                            |
| 24.04.2020 | Signed Sealed Delivered (Stevie Wonder)                             | Peter André                            |
| 25.04.2020 | When Your Feet Don't Touch The Ground (Musical "Finding Neverland") | Casey                                  |
| 27.04.2020 | River Deep Mountain High (Tina Turner)                              | Jessie J                               |
| 28.04.2020 | If I Fell (The Beatles)                                             | Howard Donald, Milton McDonald         |
| 29.04.2020 | Sweet Caroline (Neil Diamond)                                       | Jason Manford                          |
| 30.04.2020 | Lean On Me (Bill Withers)                                           | Paloma Faith                           |
| 01.05.2020 | I'm Outta Love                                                      | Anastacia                              |
| 02.05.2020 | When You're Smiling                                                 | Helen, Amy und Katie                   |
| 04.05.2020 | You're The One That I Want (John Travolta, Olivia Newton-John)      | Nicole Scherzinger                     |
| 05.05.2020 | Rule The World (Take That)                                          | Ella Henderson                         |
| 06.05.2020 | Shallow (Lady Gaga, Bradley Cooper)                                 | Claire Richards                        |
| 06.05.2020 | Bonfire Heart                                                       | James Blunt                            |
| 07.05.2020 | Annie's Song (John Denver)                                          | Jack Whitehall                         |
| 08.05.2020 | A Million Love Songs (Take That)                                    | Chris Martin                           |
| 09.05.2020 | Bye Bye Love (Everly Brothers)                                      | Kelsey Grammer                         |
| 22.05.2020 | Do You Miss Me Much                                                 | Craig David                            |
| 23.05.2020 | Dancing On The Ceiling (Lionel Richie)                              | Anton Du Beke                          |
| 25.05.2020 | Cuddly Toy                                                          | Roachford                              |
| 27.05.2020 | Forever Autumn                                                      | Jeff Wayne, Mike Lindup                |
| 08.06.2020 | Never Ever                                                          | All Saints                             |
| 10.06.2020 | You've Got A Friend (Carole King)                                   | Delta Goodrem                          |
| 12.06.2020 | Reach (S Club 7)                                                    | Michael Ball                           |
| 16.06.2020 | Hazard                                                              | Richard Marx                           |
| 18.06.2020 | Smile                                                               | Gregory Porter                         |
| 19.06.2020 | I Think We're Alone Now                                             | Tiffany                                |
| 24.06.2020 | Stand By Me (Ben E. King)                                           | Ed O'Neill                             |
| 26.06.2020 | Say You Won't Let Go                                                | James Arthur                           |
| 01.07.2020 | Over My Shoulder (Mike + the Mechanics)                             | Paul Carrack                           |
| 11.01.2021 | Rhythm Of My Heart                                                  | Rod Stewart                            |
| 13.01.2021 | Wake Me Up (Avicii)                                                 | Aloe Blacc                             |
| 15.01.2021 | The Man Who Can't Be Moved (The Script)                             | Danny O'Donoghue                       |
| 18.01.2021 | The Wellerman                                                       | Ronan Keating                          |
| 22.01.2021 | Real Gone Kid                                                       | Deacon Blue                            |
| 25.01.2021 | A Million Dreams (Pink)                                             | Jane McDonald                          |
| 27.01.2021 | Could It Be Magic (Barry Manilow)                                   | Leona Lewis                            |
| 29.01.2021 | Enough Is Enough                                                    | Beverley Knight                        |
| 01.02.2021 | Don't You Worry About A Thing (Stevie Wonder)                       | Mica Paris, Max Beesley                |
| 03.02.2021 | I've Got You Under My Skin                                          | Jamie Cullum                           |
| 05.02.2021 | Tragedy                                                             | Steps                                  |
| 08.02.2021 | Endless Love                                                        | Sheridan Smith                         |
| 09.02.2021 | Thinking About Your Love                                            | Kenny Thomas                           |
| 10.02.2021 | Ain't Nothing Like The Real Thing (Marvin Gaye, Tammi Terrell)      | Pixie Lott                             |
| 11.02.2021 | I Want To Know What Love Is (Foreigner)                             | Kelly Hansen                           |
| 12.02.2021 | Love Is In The Air (John Paul Young)                                | Bradley Walsh                          |
| 15.02.2021 | Alone Again                                                         | Gilbert O'Sullivan                     |
| 17.02.2021 | Dreams                                                              | Gabrielle                              |
| 19.02.2021 | I Owe You Nothing (Bros)                                            | Matt Goss                              |
| 22.02.2021 | Patience (Take That)                                                | Boy George                             |
| 24.02.2021 | Hallelujah (Leonard Cohen)                                          | Sheku Kanneh-Mason                     |
| 26.02.2021 | It's All About You                                                  | McFly                                  |
| 01.03.2021 | Tempted                                                             | Sting                                  |
| 03.03.2021 | Sweet Dreams My LA Ex                                               | Rachel Stevens                         |
| 05.03.2021 | I Knew I Loved You                                                  | Darren Hayes                           |
| 08.03.2021 | What's Up?                                                          | Linda Perry                            |
| 09.03.2021 | Don't Stop                                                          | Elaine Paige                           |
| 10.03.2021 | My Cherie Amour (Stevie Wonder)                                     | Donny Osmond                           |
| 11.03.2021 | Never Forget                                                        | Take That (Mark Owen og Howard Donald) |
| 12.03.2021 | Your Song (Elton John)                                              | Elton John                             |